# Solomon kaDinuzulu

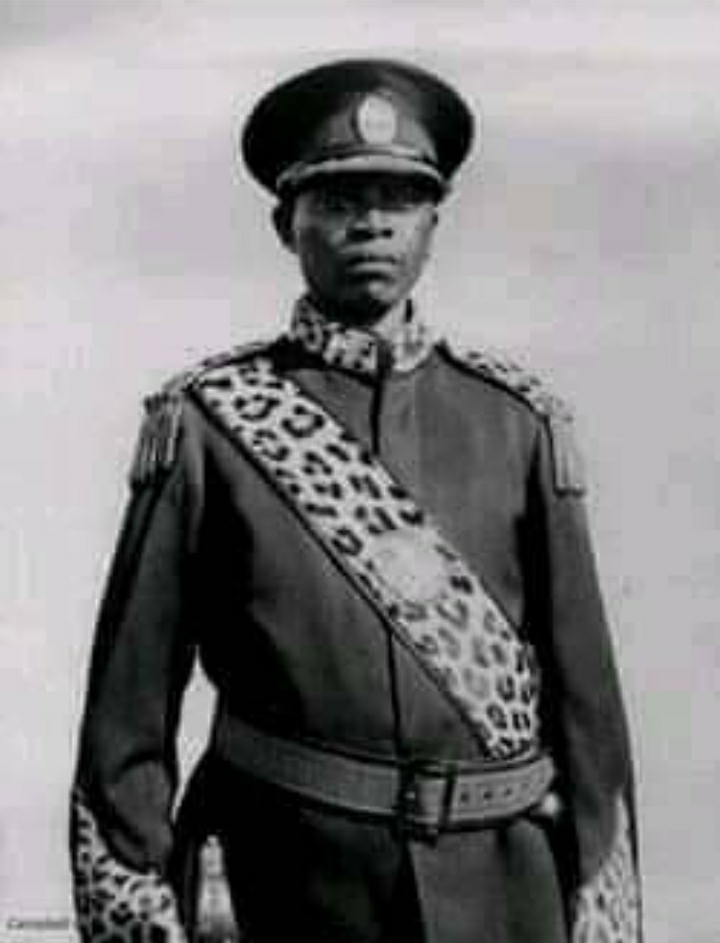
Solomon kaDinuzulu

Solomon kaDinizulu (2 januari 1891 - 4 maart 1933), koning van de Zoeloes, werd geboren op Sint-Helena terwijl zijn vader Dinuzulu in ballingschap was. Hij was koning van het Zoeloekoninkrijk van 1913 tot 1933, het jaar dat hij stierf. Hij werd opgevolgd door zijn vierde zoon Cyprian Bhekuzulu kaSolomon. De zus van Solomon was de grootmoeder van prinses Dinizulu, de moeder van Mangosuthu Buthelezi. Hij was medestichter van de culturele Inkatha beweging als voorloper waar de latere Inkatha Vrijheidspartij uit groeide.
Mnguni · Nkosinkulu · Mdlani · Luzumana · Malandela · Ntombela · Zulu · Gumede · Phunga · Mageba · Ndaba · Jama · Senzangakhona · Shaka · Dingane · Mpande · Cetshwayo · Dinuzulu · Solomon · Cyprian · Goodwill · Misuzulu